# Heimathaus Plettenberg

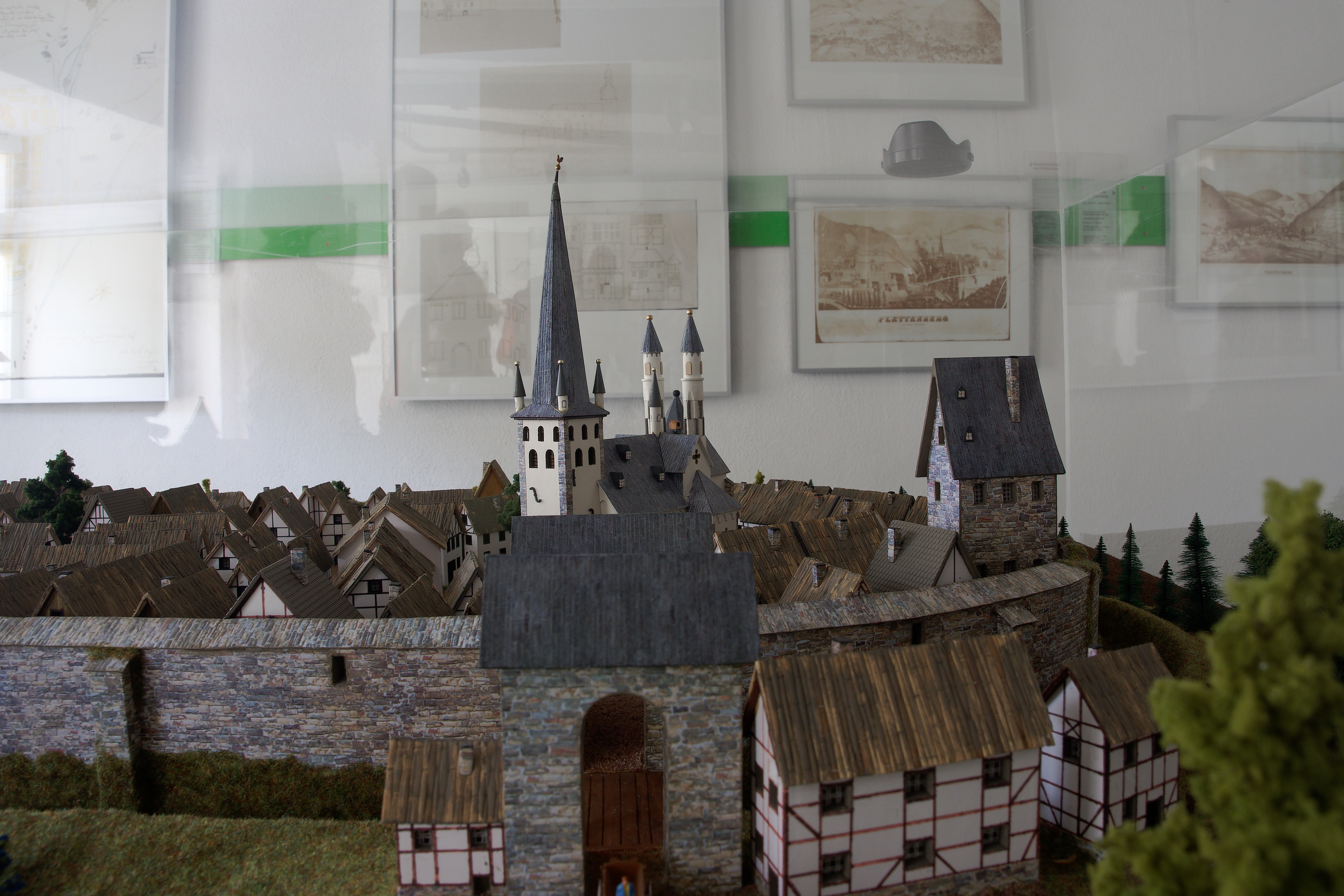
Das Stadt-Modell im Heimathaus zeigt den Zustand vor dem Stadtbrand 1725

Das Heimathaus Plettenberg ist ein städtisches Museumsgebäude am Kirchplatz in Plettenberg, das im Jahr 1977 eingerichtet wurde. Es beherbergt ein Museum in Form einer Industrieausstellung und ist zugleich Veranstaltungsstätte.

## Museum
Museumsschwerpunkte sind die Stadtgründung und die Plettenberger Industriegeschichte. Angelehnt an das den Schwerpunkten folgende Hauptthema Industriegeschichte des 19. und 20. Jahrhunderts wurde eine Raumkomposition aus Wohn- und Esszimmermöbeln, die aus einer Plettenberger Unternehmervilla stammen, erstellt. Fotografische Elemente sind Industriefotografien von Wilfried Köhn aus den 1990er-Jahren.
Herausragende Exponate sind zwei im Jahr 1997 gebaute idealtypische Modelle: eines von der Stadt Plettenberg vor dem Stadtbrand 1725 mit der historischen Stadtbefestigung, das zweite von der Burg Schwarzenberg (Modellbauer Hahn).
Die Besichtigung des Museums ist auch Teil von öffentlichen Stadtführungen. Fünf Räume des Gebäudes werden für die Ausstellung genutzt.
Das Heimatmuseum besitzt regelmäßige Öffnungszeiten zweimal in der Woche und wird ehrenamtlich durch den Verein Heimatkreis Plettenberg und die Stadtarchivarin betreut.

## Gebäude
Untergebracht ist das Museum im städtischen Gebäude Kirchplatz 8 im historischen Stadtkern rund um die Christuskirche, das ursprünglich als Bruderschaftshaus errichtet wurde. Gemäß einer Überlieferung waren dieses Haus sowie zwei benachbarte Häuser Bestandteil eines Klosters, jedoch gibt es über Besitztümer eines Klosters innerhalb der Stadt keinen Nachweis. Lediglich außerhalb in Form eines Bergwerkes gab es derartige.
Erster namentlich bekannter Besitzer war Hauptmann Johan Voß um 1635; nach ihm wurde auch der Eintrag im Häuserbuch des Albrecht von Schwartzen benannt. Nach der Zerstörung durch einen Stadtbrand am 12. April 1725 wurde das Haus an gleicher Stelle wieder aufgebaut.
Das Häuserbuch führt dann die nach dem Wiederaufbau folgenden Besitzer auf. Erwähnt wird noch ein Brand am 13. Oktober 1837 durch Entzündung des Rußes im Rauchfang. Das Unglück hatte allerdings nur geringe Folgen.
Von 1725 bis 1973 diente das Gebäude als Wohn- und Geschäftshaus, bis dann die Stadt Plettenberg 1973 zunächst ein Zimmer anmietete, um dort einen Ausstellungsraum einzurichten. Es folgte der Kauf des Gebäudes am 18. März 1975 für 55.000 DM. Das Museum selbst wurde am 18. Juni 1977 eröffnet. Zuletzt wurde das Haus im Jahr 1999 renoviert.